# Курченко, Надежда Владимировна
Наде́жда Влади́мировна Ку́рченко (29 декабря 1950 — 15 октября 1970) — советская бортпроводница «Аэрофлота», Сухумского авиационного отряда. Была убита, пытаясь предотвратить угон самолёта террористами. Указом Президиума Верховного Совета СССР за мужество и отвагу Надежда Курченко награждена орденом Красного Знамени (посмертно).

## Биография
Родилась 29 декабря 1950 года в селе Новополтава Ключевского района Алтайского края. Окончила школу-интернат (где после смерти ей установлен памятник) в селе Понино Глазовского района Удмуртской АССР. С декабря 1968 года работала бортпроводницей Сухумского авиаотряда «Аэрофлота».

### Подвиг и гибель
Была убита Пранасом Бразинскасом 15 октября 1970 года, пытаясь предотвратить угон им и его 15-летним сыном Альгирдасом самолёта Ан-24Б (борт СССР-46256), летевшего рейсом № 244 Батуми — Сухуми — Краснодар. На борту самолёта находились 46 пассажиров и 5 членов экипажа.
В конце 1970 года у Надежды Курченко должна была быть свадьба. Чуть больше двух месяцев не дожила до 20-летия.

### Первое сообщение ТАСС
15 октября самолёт гражданского воздушного флота «Ан-24» совершал регулярный полёт из города Батуми в Сухуми. Двое вооружённых бандитов, применив оружие против команды самолёта, вынудили самолёт изменить маршрут и совершить посадку на территории Турции в городе Трабзоне. Во время схватки с бандитами была убита бортпроводница самолёта, которая пыталась преградить бандитам путь в пилотскую кабину. Два пилота получили ранения. Пассажиры самолёта невредимы. Советское правительство обратилось к турецким властям с просьбой выдать преступников-убийц для предания их советскому суду, а также возвратить самолёт и советских граждан, находившихся на борту самолёта «Ан-24».

### Возвращение
Следующим днём, 17 октября, Телеграфное агентство Советского Союза (ТАСС) сообщило, что экипаж самолёта и пассажиры возвращены на Родину. Тем не менее, в госпитале Трабзона остался получивший серьёзные ранения в грудь штурман самолёта, которому была сделана операция. Имена угонщиков не называются: «Что касается двух преступников, совершивших вооружённое нападение на экипаж самолёта, в результате чего была убита бортпроводница Н. В. Курченко, ранены два члена экипажа и один пассажир, то турецкое правительство заявило, что они арестованы и органам прокуратуры дано указание провести срочное расследование обстоятельств дела».
Масштабы государственных и общественных действий, связанных с беспрецедентным событием, были огромны. Члены государственной комиссии, Министерства иностранных дел СССР вели переговоры с турецкими властями несколько суток без перерыва. Следовало выделить воздушный коридор для возвращения угнанного самолёта; воздушный коридор для переправки из больниц Трабзона раненых членов экипажа и тех пассажиров, которые нуждались в срочной медицинской помощи; конечно, и тех, кто не пострадал физически, но оказался на чужбине не по своей воле; требовался воздушный коридор для пролёта спецрейса из Трабзона в Сухуми с телом Надежды. В Сухуми уже летела из Удмуртии её мать Генриетта Ивановна Курченко.

### Могила
Надежда Курченко была похоронена в центре Сухуми. Спустя 20 лет её могила по настоянию матери была перенесена на городское кладбище города Глазова.

## Память

### Государственная награда
Указом Президиума Верховного Совета СССР за мужество, самоотверженность при спасении людей на воздушном судне бортпроводница Надежде Курченко 23 октября 1970 года была посмертно награждена орденом Красного Знамени. Указ подписал председатель Президиума Верховного Совета СССР Николай Подгорный.

### Музеи и памятники
- В селе Новополтава в Алтайском крае рядом со школой, которой присвоили имя Надежды Курченко, установлен памятник в её честь. В школе создан музей Надежды Курченко[1].
- В школе юных лётчиков Ижевска был создан музей Надежды Курченко.
- В горах на границе Абхазии и Краснодарского края установлен обелиск Надежде Курченко.

### Топонимика
- В честь Надежды Курченко названы улицы в ряде населённых пунктов на территории бывшего СССР (в том числе в Ижевске и Чистополе).
- В столице Абхазии Сухуме в её честь назван старинный парк между Дагестанской и Черкесской улицами. В нём установлен памятник Надежде[2].
- Имя Надежды Курченко присвоено одному из пиков Гиссарского хребта, танкеру российского флота и астероиду.
- (2349) Курченко — астероид, названный в честь бортпроводницы Надежды Курченко[3][4].
- 4 сентября 2020 года в Ижевске состоялась акция «Аллея Надежды»: в честь подвига стюардессы Надежды Курченко посадили 19 сосен[5].
- 15 октября 2020 года в Ижевске прошли памятные мероприятия, посвященные подвигу 19-летней бортпроводницы. Школа № 91 города Ижевска названа именем Надежды Курченко[6].

### В искусстве
- В художественном фильме «Абитуриентка» (Киностудия имени А. Довженко, 1973 год), снятом на основе реальных событий с угоном самолёта, главной героиней является стюардесса Галя Гриценко, прототипом которой была Надежда Курченко.
- С Надеждой Курченко часто связывают песню «Звёздочка моя ясная», вышедшую в 1973 году и получившую популярность в исполнении группы «Цветы»[7][8], однако песня написана на стихи, которые были опубликованы ещё в 1965 году.
- Есть народное предание, что Надежде Курченко посвящены строки песни «Наде́жда», написанной в 1971 году совместно композитором Александрой Пахмутовой и поэтом Николаем Добронравовым. В небе незнакомая звезда светит словно памятник Надежде...[источник не указан 508 дней]

### Прочее
- С 1982 года в Глазове ежегодно, в октябре, проводится пробег памяти Надежды Курченко. Мемориальный пробег включён во Всероссийский календарь соревнований по лёгкой атлетике. В пробеге на дистанциях 3 и 10 км принимают участие спортсмены всех возрастов из Ижевска, городов и сельских районов Удмуртии и представители из других городов России.
- Абхазская диаспора Удмуртской республики выступила с инициативой осуществления проекта, посвящённого памяти Надежды Курченко. 15 октября 2020 года исполнилось 50 лет со дня гибели советской стюардессы Надежды Курченко. В рамках этого проекта организаторы провели ряд мероприятий[9].

## Галерея

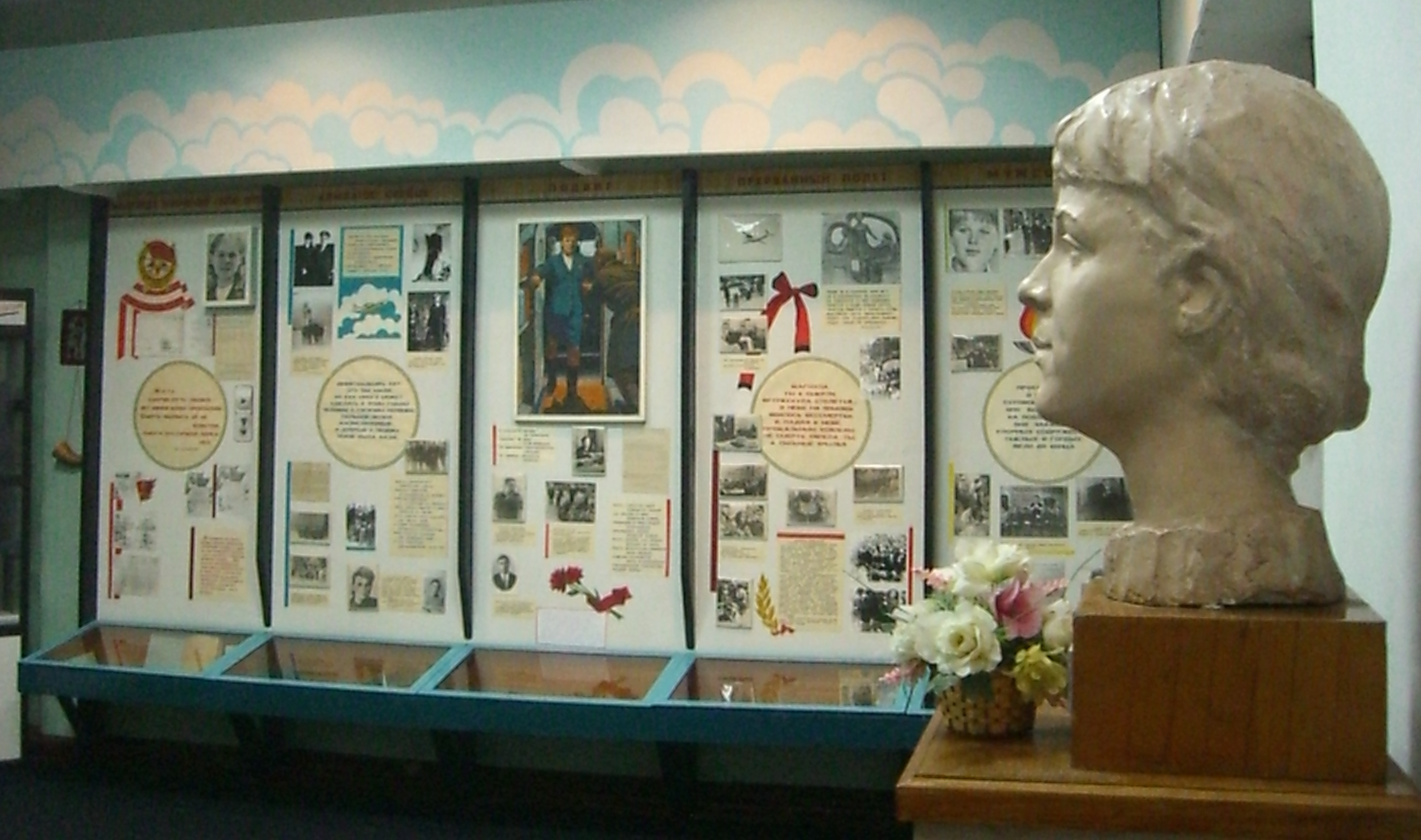
Музей Надежды Курченко в школе юных лётчиков г. Ижевска.
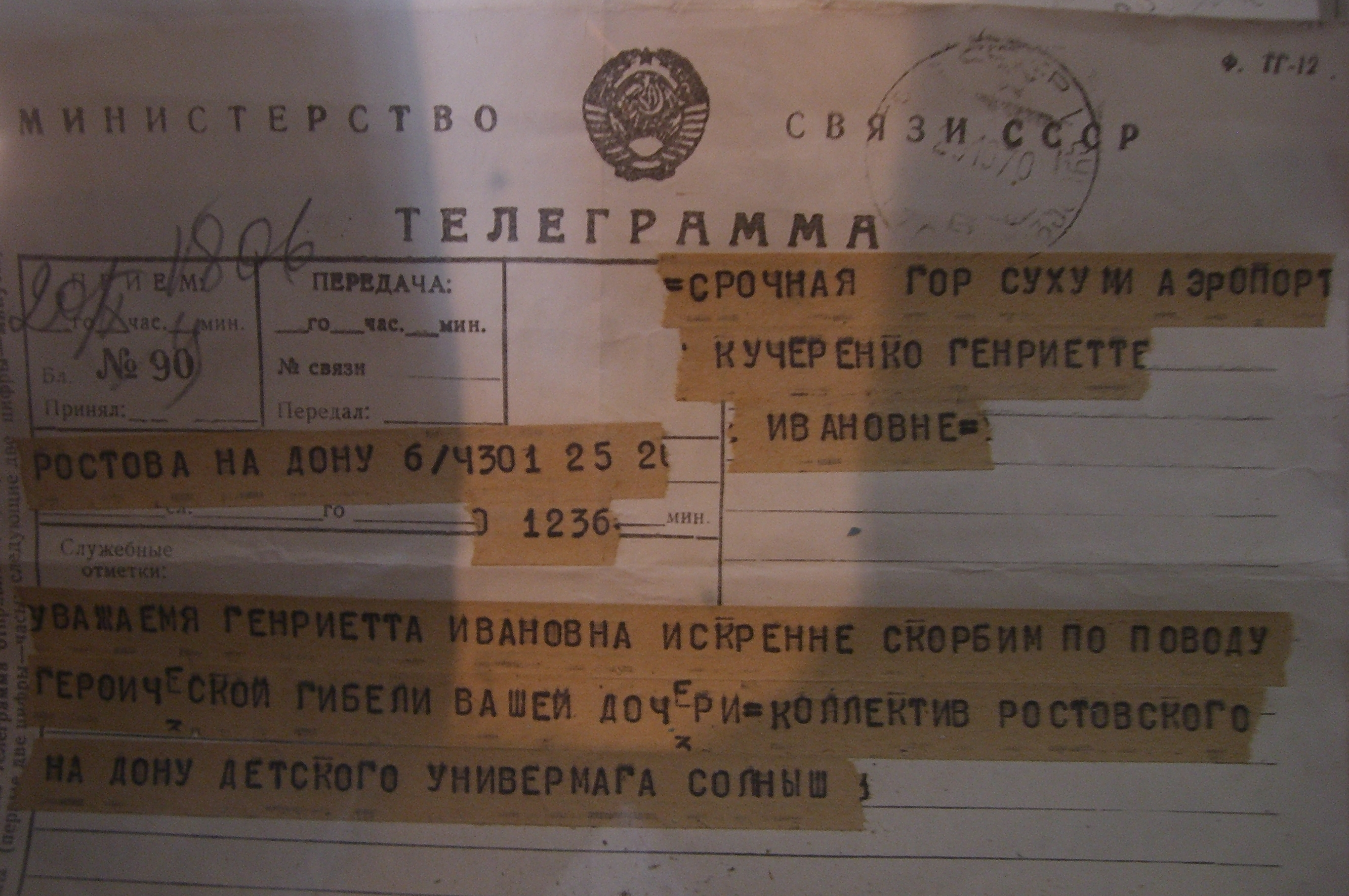
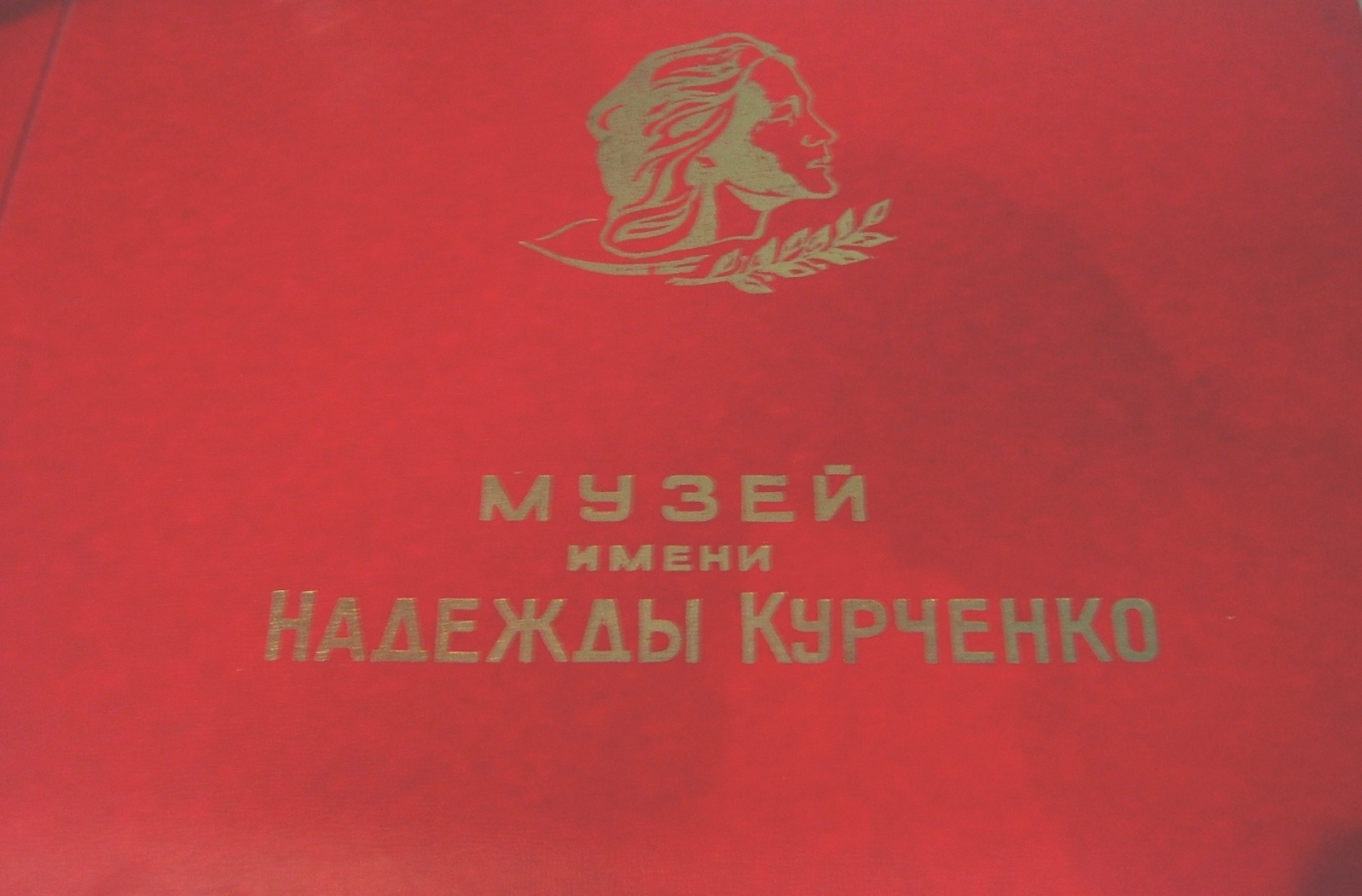
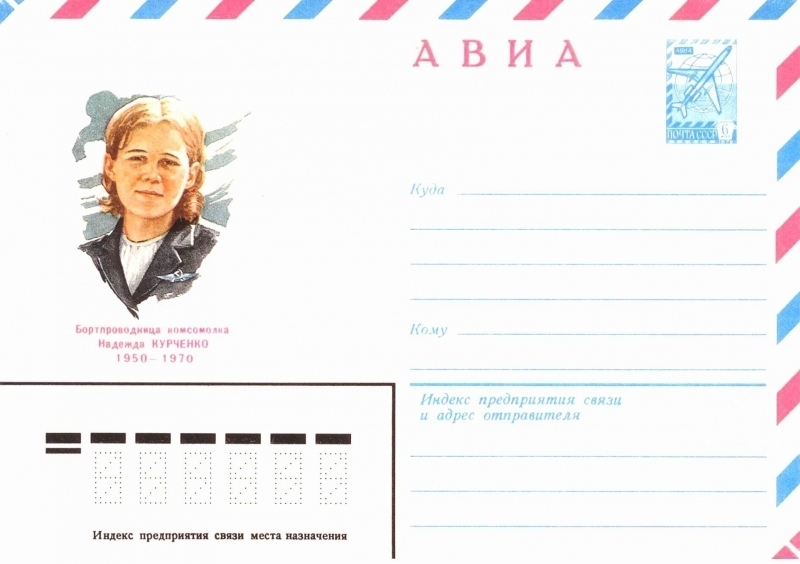
Почтовый конверт СССР 1981 года.
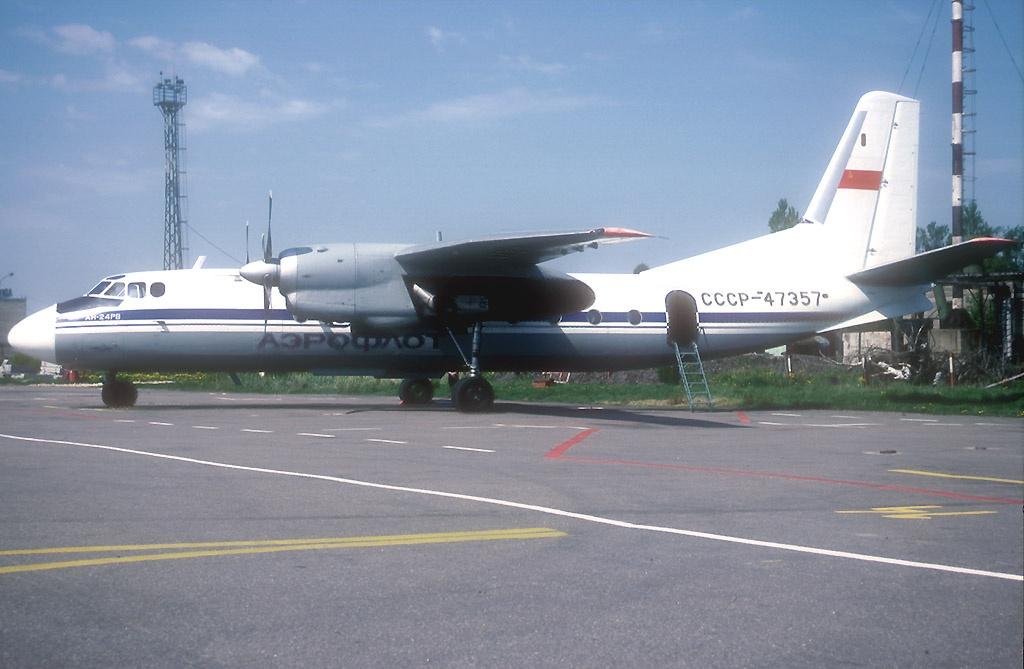
Пассажирский самолёт Ан-24 компании Аэрофлот.
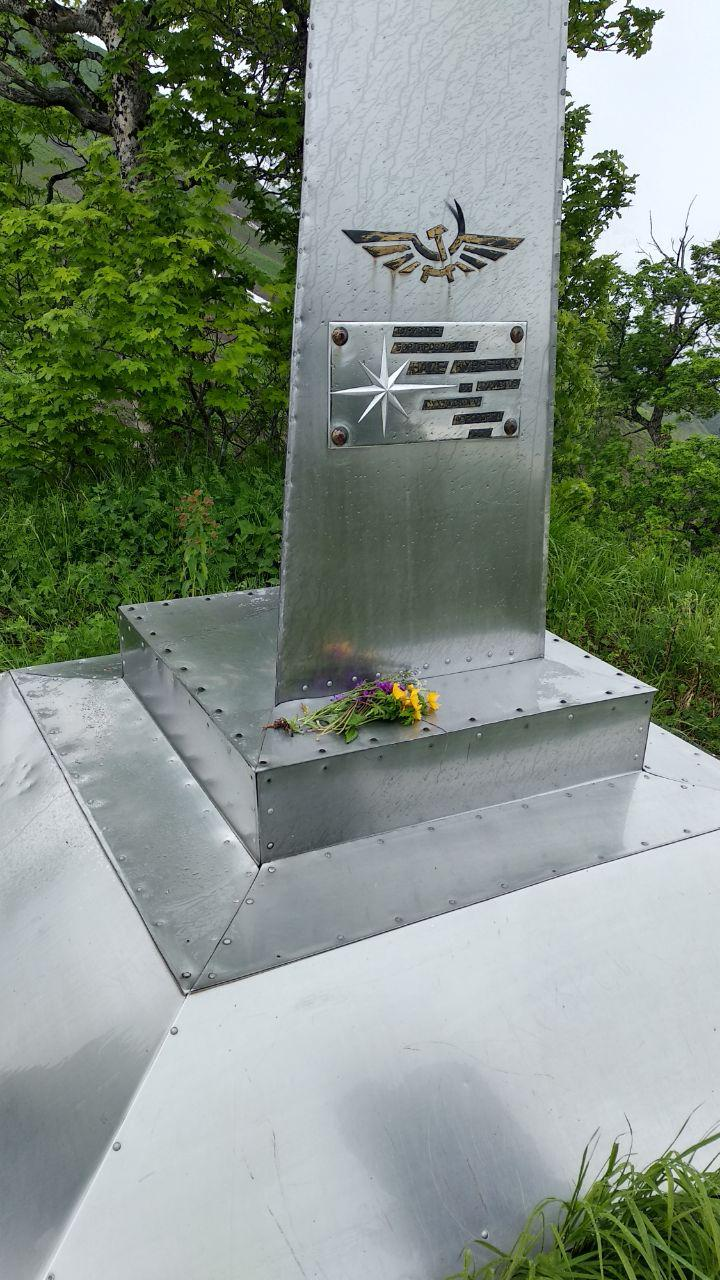
Обелиск Надежде Курченко на границе России и Абхазии (43.542596, 40.604367).

## Цитаты
50 лет назад наша страна и весь мир узнали о подвиге 19-летней бортпроводницы самолёта АН-24 авиакомпании «Аэрофлот», которая ценой своей жизни спасала пассажиров на борту воздушного судна. Она преградила путь двум озверевшим бандитам.— Александр Нерадько, первый заместитель министра транспорта России — руководитель Федерального агентства воздушного транспорта

Нам всем надо помнить о существовании великих истин — долг, служение и великий выбор человека — жить ради людей.— Ярослав Семёнов, председатель правительства Удмуртии

Небо покоряется не всем, для этого нужно приложить немало сил, нужно любить людей, заботиться об их комфорте и безопасности. Профессия бортпроводника — это служение людям. Для всех, кто выбирает эту профессию, это уже начало подвига.— Татьяна Виноградова, стюардесса, советник директора Департамента обслуживания на борту, заслуженный работник транспорта России